# Кубок Мальти з футболу 2009—2010
Кубок Мальти з футболу 2009–2010 — 72-й розіграш кубкового футбольного турніру на Мальті. Титул здобула Валетта.

## Календар
| Раунд            | Дата                         | Матчі | Клуби   |
| ---------------- | ---------------------------- | ----- | ------- |
| Попередній раунд | 28 жовтня 2009               | 1     | 21 → 20 |
| Перший раунд     | 31 жовтня - 1 листопада 2009 | 8     | 20 → 12 |
| Другий раунд     | 20-21 лютого 2010            | 4     | 12 → 8  |
| 1/4 фіналу       | 3-5 квітня 2010              | 4     | 8 → 4   |
| 1/2 фіналу       | 17-18 травня 2010            | 2     | 4 → 2   |
| Фінал            | 23 травня 2010               | 1     | 2 → 1   |

## Попередній раунд
| Команда 1            | Рахунок | Команда 2  |
| -------------------- | ------- | ---------- |
| 28 жовтня 2009       |         |            |
| Вітторіоса Старс (2) | 1:0 дч  | Меліта (2) |

## Перший раунд
| Команда 1            | Рахунок      | Команда 2          |
| -------------------- | ------------ | ------------------ |
| 31 жовтня 2009       |              |                    |
| Мсіда Сент-Джозеф    | 0:5          | Бальцан (2)        |
| Хамрун Спартанс      | 3:0          | Сент-Георгес (2)   |
| Мкабба (2)           | 0:3          | Кормі              |
| Моста (2)            | 1:5          | Таршіен Райнбоус   |
| 1 листопада 2009     |              |                    |
| Вітторіоса Старс (2) | 2:2 пен. 4:5 | Дінглі Свалловс    |
| Флоріана             | 4:0          | Сан-Джуанн (2)     |
| Саннат Лайонс (1-G)  | 1:2          | Сент-Патрік (2)    |
| Марсашлокк (2)       | 1:0 дч       | П'єта Готспурс (2) |

## Другий раунд
| Команда 1       | Рахунок | Команда 2        |
| --------------- | ------- | ---------------- |
| 20 лютого 2010  |         |                  |
| Марсашлокк (2)  | 0:1     | Хамрун Спартанс  |
| Сент-Патрік (2) | 1:5     | Кормі            |
| 21 лютого 2010  |         |                  |
| Бальцан (2)     | 2:1 дч  | Дінглі Свалловс  |
| Флоріана        | 1:4 дч  | Таршіен Райнбоус |

## 1/4 фіналу
| Команда 1        | Рахунок      | Команда 2       |
| ---------------- | ------------ | --------------- |
| 3 квітня 2010    |              |                 |
| Хамрун Спартанс  | 5:2          | Сліма Вондерерс |
| Валетта          | 3:1          | Біркіркара      |
| 5 квітня 2010    |              |                 |
| Таршіен Райнбоус | 2:0          | Бальцан (2)     |
| Гіберніанс       | 1:1 пен. 3:4 | Кормі           |

## 1/2 фіналу
| Команда 1       | Рахунок      | Команда 2        |
| --------------- | ------------ | ---------------- |
| 17 травня 2010  |              |                  |
| Хамрун Спартанс | 0:0 пен. 5:6 | Валетта          |
| 18 травня 2010  |              |                  |
| Кормі           | 2:0          | Таршіен Райнбоус |

## Фінал
| 23 травня 2010 18:00 (EEST) |

| Валетта              | 2:1      | Кормі               |
| -------------------- | -------- | ------------------- |
| Міфсуд 8' Скеррі 21' | Протокол | Санвеццо 78' (пен.) |

| Національний стадіон, Та-Калі Арбітр: Клейтон Пісані |